# Negros oriental
Negros Oriental est une des provinces des Philippines, sur l'île de Negros, faisant partie de la région des Visayas centrales.

## Villes et municipalités
Municipalités
- Amlan
- Ayungon
- Bacong
- Basay
- Bindoy
- Dauin
- Jimalalud
- La Libertad
- Mabinay
- Manjuyod
- Pamplona
- San Jose
- Santa Catalina
- Siaton
- Sibulan
- Tayasan
- Valencia
- Vallehermoso
- Zamboanguita

Villes
- Bais
- Bayawan
- Canlaon
- Dumaguete
- Guihulngan
- Tanjay